# Schweiggers
Schweiggers är en ort och kommun  i Österrike. Den ligger i distriktet Zwettl i förbundslandet Niederösterreich, 110 kilometer nordväst om huvudstaden Wien. 
Kommunen består av 16 orter (Ortschaften) (inom parentes invånarantal 1 januari 2024):

- Großreichenbach (115)
- Kleinwolfgers (52)
- Limbach (193)
- Mannshalm (105)
- Meinhartschlag (21)
- Perndorf (66)
- Reinbolden (11)
- Sallingstadt (242)
- Schwarzenbach (50)
- Schweiggers (773)
- Siebenlinden (159)
- Streitbach (40)
- Unterwindhag (83)
- Vierlings (18)
- Walterschlag (65)
- Windhof (38)